# 博洛齊夫卡河
博洛齊夫卡河（烏克蘭語：Болозівка），是烏克蘭的河流，位於該國西部，屬於斯特里維戈爾河的左支流，發源自下沃夫恰西南面，流經利沃夫州，河道全長44公里，流域面積271平方公里。